# AFC DWS
AFC DWS, grundad 11 oktober 1907, är en fotbollsklubb i Amsterdam i Nederländerna. Klubben spelar i Tweede Klasse, femtedivisionen i nederländsk amatörfotboll.
Mellan 1958 och 1972 spelade DWS i nederländska högstadivisionen Eredivisie, bortsett från säsongen 1962/1963 som tillbringades i andradivisionen. Första säsongen efter återkomsten till Eredivisie, 1963/1964, blev DWS nederländska mästare och vann sin hittills enda klubbtitel. De kvalificerade sig därmed för Europacupen 1964/1965, där de åkte ut i kvartsfinal mot ungerska Győri Vasas ETO.
1972 gick DWS samman med klubbarna Blauw-Wit Amsterdam och Volewijckers för att bilda FC Amsterdam. DWS fortsatte dock sin verksamhet i amatörligorna.

## Meriter
- Eredivisie (1): 1963/1964